# Дубельт, Леонтий Васильевич
Лео́нтий Васи́льевич Ду́бельт (15 (26) сентября 1792 — 27 апреля [9 мая] 1862 года, Санкт-Петербург) — русский военный и государственный деятель, глава тайной полиции при Николае I: начальник штаба Корпуса жандармов (1835—1856) и управляющий III отделением (1839—1856), генерал от кавалерии (26.08.1856).

## Биография
Леонтий Васильевич Дубельт родился в семье лифляндского дворянина, гусара Василия Ивановича Дубельта и его жены Марии Григорьевны (урождённой Шпертер). Леонтий и его брат Пётр получили хорошее образование. С апреля 1801 по 1807 Дубельт проходил курс обучения в Горном кадетском корпусе.
16 февраля 1807 года поступил в военную службу прапорщиком в Псковский пехотный полк, а в декабре уже был в чине подпоручика; в ходе войны четвёртой коалиции — участник сражения под Гуттштадтом — Деппеном. В год Отечественной войны — адъютант генерала от инфантерии Дмитрия Дохтурова, отличился под Смоленском, Бородино (ранение), Тарутино, Малоярославцем и др.; в ходе войны шестой коалиции участвовал в сражении под Дрезденом, «битве народов» под Лейпцигом и взятии Парижа (награждён медалью). По заключении мира оставлен в составе оккупационного корпуса.
С 1815 года Дубельт — дежурный штаб-офицер 3-го пехотного корпуса, а с 1821-го — 4-го пехотного корпуса. В 1816—1822 штаб-офицер в штабе корпуса Н. Раевского-старшего в Киеве. 15 сентября 1817 произведён в чин подполковника. В 1821 году стал командиром Старооскольского пехотного полка.
В 1822 году после запрещения правительством масонских лож Дубельт дает письменные показания, что состоял членом лож Эмануэль (Гамбург), Астрея (Санкт-Петербург), Соединённых славян (Киев) и Золотого кольца (Белосток). Дубельт был знаком с будущими декабристами С. Г. Волконским и М. Ф. Орловым. В 1826 году, после восстания на Сенатской площади, Дубельт был привлечён по делу декабристов; по рассмотрении Комиссия оставила обвинения против него «без внимания».
29 декабря 1828 в результате конфликта с непосредственным начальником, командиром дивизии генералом Желтухиным, Дубельт выходит в отставку и поселяется с семьёй в имении жены Рыскино Тверской губернии. 1 февраля 1830 по протекции родственника по линии жены, адъютанта А. Х. Бенкендорфа А. Ф. Львова, получает должность жандармского штаб-офицера в Твери. Замещая на время болезни дежурного штаб-офицера в приемной Бенкендорфа, Дубельт настолько понравился шефу жандармов, что Бенкендорф оставляет его в своей канцелярии. В том же году Л. В. Дубельт поступил в Корпус жандармов в чине полковника. 3 октября 1831 Дубельту пожалован диплом с гербом на потомственное дворянское достоинство. 1 июля 1835 назначен на должность начальника штаба Корпуса жандармов с производством в чин генерал-майора.
С 1 апреля 1838 по 5 декабря 1844 года Л. В. Дубельт в чине генерал-майора состоял в свите Николая I.
С марта 1839 по август 1856 год — управляющий III отделением Собственной Его Императорского Величества канцелярии, являлся членом Главного управления цензурного комитета и членом Секретного комитета о раскольниках. В 1840-х годах пребывал в составе комиссий по расследованию дел о тайных политических обществах. 6 декабря 1844 года свиты Его Величества генерал-майор, начальник штаба Корпуса жандармов был произведён в чин генерал-лейтенанта.
С 1852 по 1856 год Л. В. Дубельт в должности товарища (заместителя) министра внутренних дел. 26 августа 1856 года — в день коронации императора Александра II был произведён в чин генерала от кавалерии и назначен попечителем Демидовского дома призрения и Детской больницы в Санкт-Петербурге.
27 апреля 1862 года Леонтий Васильевич Дубельт скончался в Петербурге. Был похоронен на Смоленском православном кладбище; могила утрачена.
По приказу Дубельта, сторонника жесткой цензуры, было установлено наблюдение за А. С. Пушкиным, Н. А. Некрасовым и за славянофилами. Хорошо образованный, проницательный и умный, Дубельт, по должности им занимаемой и отчасти по наружности, был предметом ужаса для большинства жителей Санкт-Петербурга.
Среди наиболее известных дел, в которых Дубельт принимал личное участие:
- 1834 — запрещение «Московского телеграфа» Николая Полевого;
- 1836 — запрещение «Телескопа» Николая Надеждина за опубликование «Философического письма» Петра Чаадаева; ссылка редактора, объявление Чаадаева сумасшедшим и установление за ним надзора;
- 1837 — «посмертный обыск»: конфискация бумаг Пушкина после его гибели;
- 1837—1838 — отправка на Кавказ Михаила Лермонтова за «Смерть поэта»; возвращение его по просьбам бабушки;
- 1847 — разгром Кирилло-Мефодиевского общества (Тарас Шевченко, Николай Костомаров);
- 1848 — арест и ссылка Михаила Салтыкова-Щедрина;
- 1848—1849 — аресты и следствие по делу Петрашевского;
- 1849 — арест Ивана Аксакова;
- 1852 — арест Ивана Тургенева;
- 1851 — по личному приказанию Николая I — розыск, арест и доставка в Петербург Сергея Трубецкого;

При этом — неоднократные ходатайства о пенсионах для Николая Полевого и Николая Гоголя, о разрешении постановок для Михаила Щепкина. По просьбе Ф. В. Булгарина (которого Дубельт третировал, как в свое время третировали Тредьяковского), выхлопотал у государя пенсию вдове Полевого.
Хотя почти вся деятельность Дубельта основывалась на доносах, оплачивая доносчиков деньгами, он не упускал случая выразить в обществе своего к ним презрения.

«Дубельт — лицо оригинальное, он наверное умнее всего Третьего и всех трех отделений Собственной канцелярии. Исхудалое лицо его, оттененное длинными светлыми усами, усталый взгляд, особенно рытвины на щеках и на лбу ясно свидетельствовали, что много страстей боролось в этой груди прежде, чем голубой мундир победил или лучше — накрыл все, что там было».— «Былое и думы»

## Награды
Российские:
- Орден Святого Владимира 4-й степени с бантом (03.12.1807);
- Орден Святой Анны 4-й степени (1812);
- Орден Святой Анны 2-й степени (05.02.1814);
- Орден Святого Георгия 4-й степени (18.12.1830);
- Орден Святого Владимира 3-й степени (10.04.1832);
- Знак отличия беспорочной службы за 25 лет (1834);
- Орден Святого Станислава 1-й степени (26.03.1839);
- Знак отличия беспорочной службы за 30 лет (22.08.1840);
- Орден Святой Анны 1-й степени (16.04.1841);
- Императорская корона к ордену Святой Анны 1-й степени (11.04.1843);
- Орден Святого Владимира 2-й степени (07.04.1846);
- Орден Белого орла (11.04.1848);
- Золотая табакерка, украшенная бриллиантами, с портретом Его Императорского Величества (1849);
- Орден Святого Александра Невского (23.04.1850);
- Знак отличия беспорочной службы за 40 лет (1850);
- Алмазные знаки к ордену Святого Александра Невского (30.03.1852).

Иностранные:
- Орден Pour le Mérite (1814, королевство Пруссия).

## Семья
В 1818 году Леонтий Васильевич Дубельт женился на Анне Николаевне Перской (1800—1853), племяннице адмирала Н. С. Мордвинова, дочери коллежского советника Николая Афанасьевича Перского (1760—1832) и Елизаветы Семеновны Мордвиновой (1760—1842). Взял за женой в приданое 1700 крепостных душ. В браке супруги Дубельт имели двух сыновей:
- Николай (1819—1874), генерал-лейтенант; женат на Александре Ивановне Базилевской.
- Михаил (1822—06.04.1900[8]), генерал-лейтенант; в 1853—1862 был женат на Наталье Александровне Пушкиной (дочери А. С. Пушкина).

- Леонтий Васильевич на портрете работы А. В. Тыранова (1842–1844)
- Анна Николаевна на портрете
работы А. В. Тыранова (1839)
- Николай Леонтьевич на портрете
работы А. В. Тыранова (1837)
- Михаил Леонтьевич на портрете работы Г. Г. Гагарина (1849–1852)

## В кинематографе
- Николай Радин — «Мертвый дом» (1932)
- Владимир Белокуров — «Сон» (1964)
- Павел Шпрингфельд — «Старый дом» (1969)
- Владимир Кенигсон — «Былое и думы» (1973)
- Андрей Мягков — «Последняя дорога» (1986)
- Станислав Боклан — «Тарас Шевченко. Завещание» (1992—1997), «Братство» (2005)
- Виктор Вержбицкий — «Дело о „Мертвых душах“» (2005)
- Борис Плотников — «Пушкин. Последняя дуэль» (2006), «Одна любовь души моей» (2007)
- Василий Мичков — «Аманат» (2022)